# 尾崎義典
尾崎 義典（おざき よしのり、1965年〈昭和40年〉12月7日 - ）は、日本の航空自衛官。最終階級は空将。北海道出身。

## 人物
1965年（昭和40年）12月7日、宮崎県生まれ。北海道札幌北高等学校を卒業し、防衛大学校に入校（第32期、航空工学科）。航空要員に配属され、同校卒業後の1988年（昭和63年）3月、航空自衛隊に入隊。1等空佐までの職種は飛行（F-4戦闘機パイロット）、在アメリカ合衆国日本国大使館防衛駐在官などを務める。2014年（平成26年）8月、空将補に昇任し、第5航空団司令 兼 新田原基地司令。その後、第1輸送航空隊司令 兼 小牧基地司令、統合幕僚監部総務部長を経て、2019年（令和元年）12月、空将に昇任。防衛装備庁長官官房装備官（航空担当）、南西航空方面隊司令官を経て、2021年 (令和3年) 12月から防衛省情報本部長。2024年（令和6年）12月20日、退職。

## エピソード

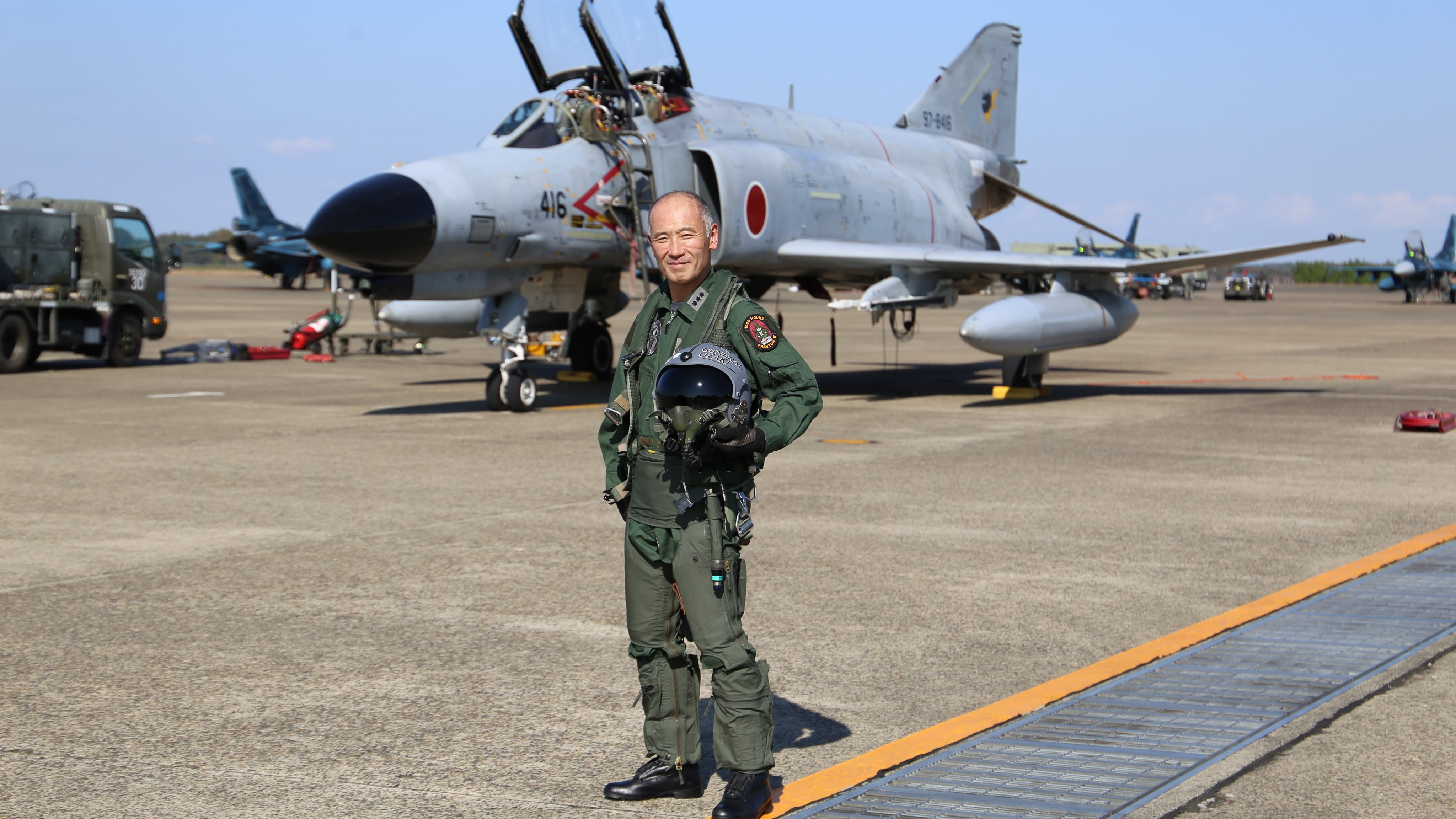
F-4戦闘機を背景に

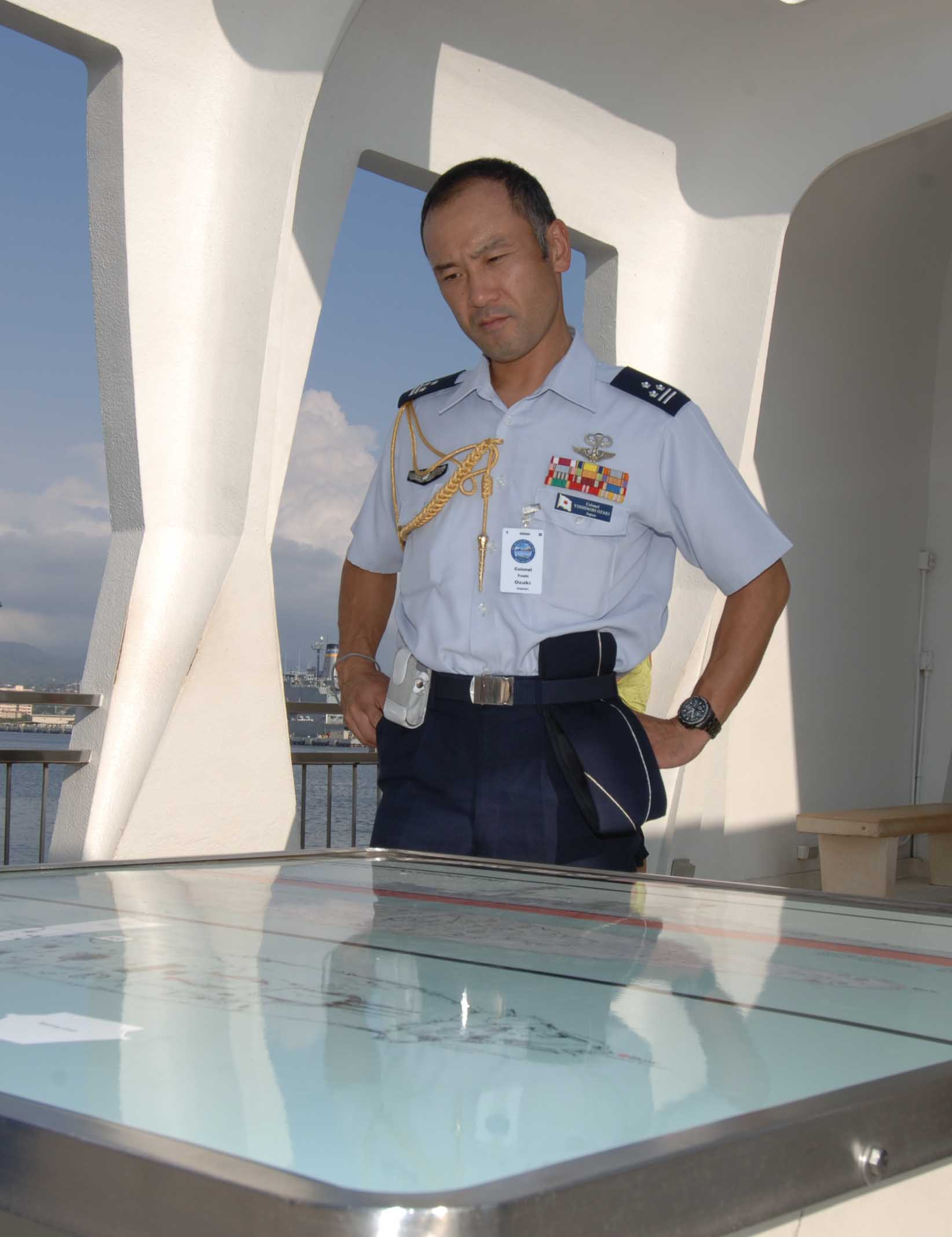
在アメリカ合衆国日本国大使館防衛駐在官どして務める尾崎1佐

### 親子二代に渡る同機種の戦闘機パイロット
尾崎空将（以後、義典）の父親である、故尾崎義弘2等空佐（以後、尾崎2佐）もまた航空自衛官でありF-4戦闘機（ファントム）のパイロットであった。ファントムは百里基地（茨城県）に最初に配備され、臨時飛行隊ができ、当時39歳だった尾崎2佐が隊長に就いた。尾崎2佐は空自戦闘機で初めて音速を超えたF-104などを乗りこなした総飛行時間3,800時間のベテランだった。しかし1973年（昭和48年）5月1日、鹿島灘沖で訓練中に空中爆発。前席の阿部正康1等空尉（当時35歳）と2人、海に投げ出された。阿部1尉は遺体で収容されたが、尾崎2佐は救助準備中、姿が見えなくなった。懸命な捜索にもかかわらず発見されたのはF-4の残骸のみで父親と対面することは叶わなかった。旧陸軍第19師団長としてフィリピンなどでの激戦を経験した祖父の故尾崎義春元陸軍中将から父の事故のことを聞いたが、当時はまだ小学2年生（7歳）。その意味がよく分からず、ただ父が帰らぬ人になったことは理解した。事故原因は、今も特定されていない。義典が初めて飛行するファントムを見たのは、事故の2日前にあった百里基地の航空祭だった。父が搭乗するF-4が上空を航過。「初めて飛んでいるF-4を見た。とてもかっこよく、自分も戦闘機パイロットになりたいと思った」。その時に抱いた思いは、父の死後も消えなかった。高校3年の頃、防大に進み、空自を目指すと母に告げた。猛反対を受けたが、最後には「行かせたくないけど、行くならパイロットになりなさい」と言ってもらった。同校卒業後、航空自衛隊に入隊し、戦闘機パイロットを志した。当時、最新鋭機だったF-15戦闘機に乗ることを望んだが、配属先はF-4を装備する第83航空隊第302飛行隊（当時、那覇基地（沖縄県））。「運命を感じた」と尾崎空将は振り返る。実際に乗るファントムは操縦の難しい機体で、特に失速時、足元のペダルで行う垂直尾翼の方向舵の操作に苦労した。「言葉が通じなくても、Ｆ-4乗りというだけで、他国のパイロットと自然と連帯感が生まれた」という。部隊で戦闘機に乗ったのは空自入隊後の5年だけだったが、ずっと、ファントムだった。航空自衛隊の主力戦闘機がF-15になっていく中、敢えて父と同じF-4戦闘機を選び日本の防空任務にあたり、将官となり第一線を退いた現在でも年次飛行訓練で搭乗を続けてきた。2020年（令和2年）11月、第7航空団第301飛行隊（百里）の装備機がF-35A戦闘機に更新され、F-4が運用を終了することから、防大の1年先輩である第7航空団司令、石村尚久空将補から「（年飛を）F-4で最後に飛ばないか」と勧められた。ANNの取材に応じ「父にもファントム（F-4戦闘機の愛称）にもありがとうと言いたい。」と語り自身の飛行訓練も公開した。訓練当日にF-4の前席に乗る元部下の青木明徳3佐が尾崎2佐が殉職（機体の空中爆発）した場所をピンポイントで確認してくれた。訓練を終えて基地に帰投する途中、太平洋・鹿島灘沖のまさに父がなくなった場所を初めて飛び、「父が最後に見たのはこの海、この空だったのか。最後にようやくこの場所に来ることができた」と思い、涙が頬をつたった。「非常に感慨深いものがあった。父も喜んでいると思う。F-4が残してくれたものを大事に、また新しい飛行機で日本の空を守っていかなければいけないと思う。」と抱負を語った。

### 尾崎2佐のGスーツ

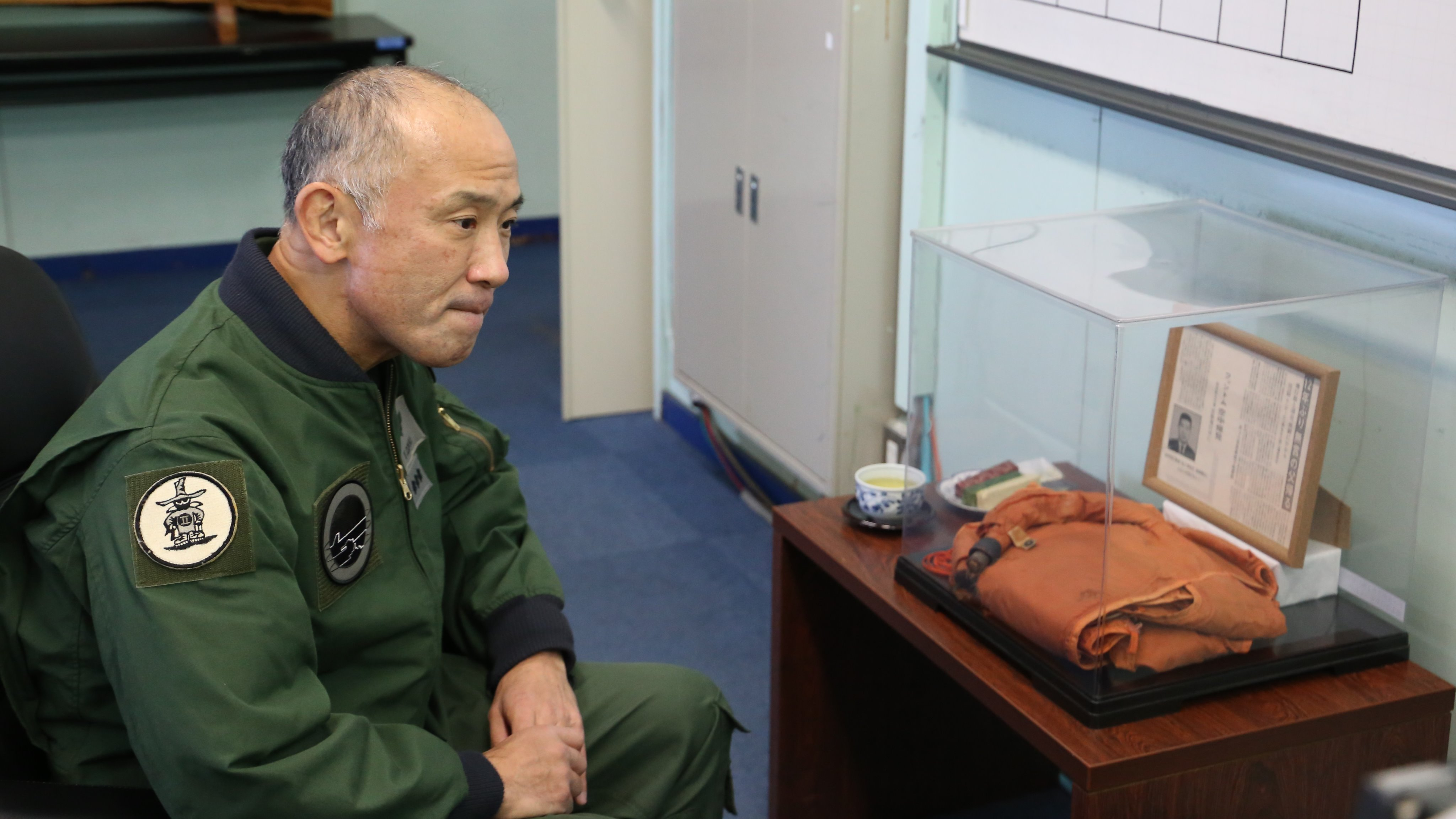
父尾崎1佐が身につけられていたＧスーツと対面する尾崎空将

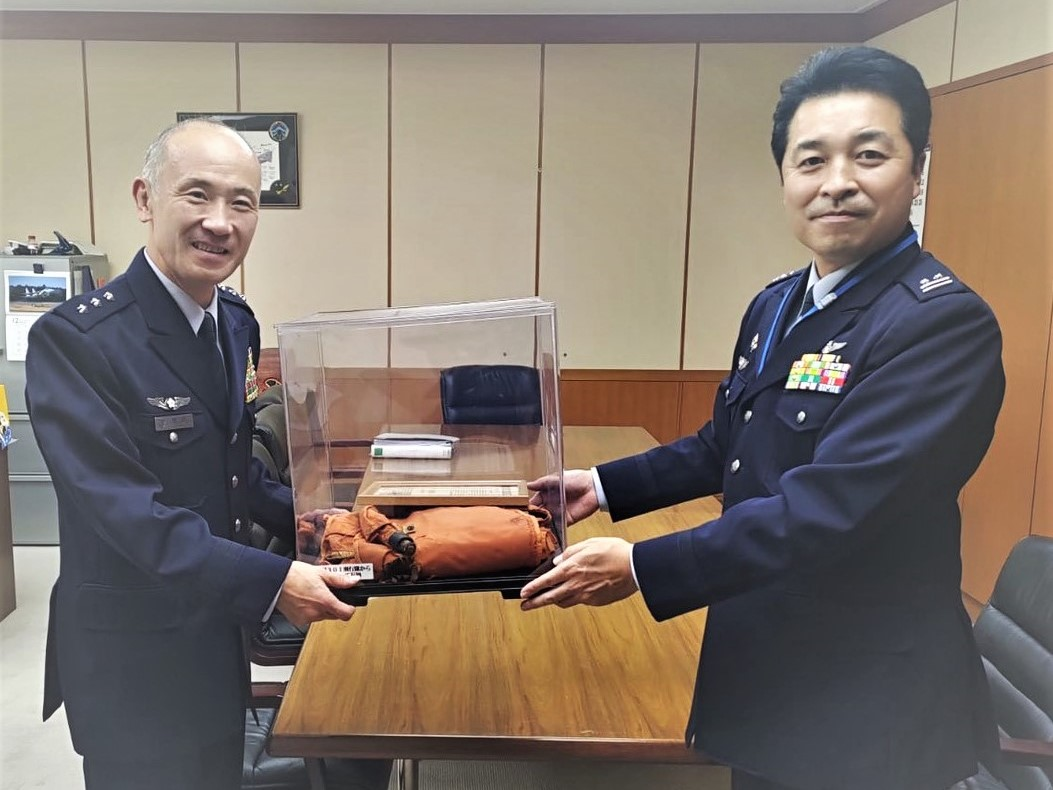
家族のもとに帰る尾崎義弘１佐のフライトスーツ

1983年、航空自衛隊百里基地近くの鹿島灘沖で地元の漁師が網に引っかかったオレンジ色の物体と人間のものと思われる大腿骨1本を引き上げた。調査の結果、殉職時に尾崎2佐が着用していた耐Gスーツと尾崎2佐本人の遺骨であることが判明。義典たち遺族に引渡された。義典は当時、防衛大学校入校前の17歳。10年ぶりの父親との再会であった。やがて航空自衛官となった義典は「これ以上、事故による遺族を出さないためにも父にパイロットを守ってほしい。」との思いからかつて父が所属した百里基地に展示することを決意。尾崎2佐は後身のパイロットたちを守り続けていた。ファントムの退役に伴い、同機を最後まで運用してきた百里基地の第301飛行隊は、三沢基地（青森県）に移り、F-35Aの部隊となった。
スーツは今、「後輩パイロットを守る」という長い任務を終え、尾崎空将の手元に戻った。
「今までファントムを守ってくれてありがとう」尾崎空将は、そうスーツを労っている。